# U-558 (tàu ngầm Đức)
U-558 là một tàu ngầm tấn công  Lớp Type VII thuộc phân lớp Type VIIC được Hải quân Đức Quốc Xã chế tạo trong Chiến tranh Thế giới thứ hai. Nhập biên chế năm 1941, nó đã thực hiện được mười chuyến tuần tra, đánh chìm được 17 tàu buôn cùng một tàu chiến phụ trợ với tổng tải trọng 94.099 GRT, gây tổn thất toàn bộ cho một tàu buôn tải trọng 6.672 GRT, đồng thời gây hư hại cho hai tàu buôn với tổng tải trọng 15.070 GRT. Trong chuyến tuần tra cuối cùng, U-558 bị các máy bay ném bom của Không quân Hoàng gia Anh và Không lực Lục quân Hoa Kỳ đánh chìm trong vịnh Biscay vào ngày 20 tháng 7, 1943.

## Thiết kế và chế tạo

### Thiết kế

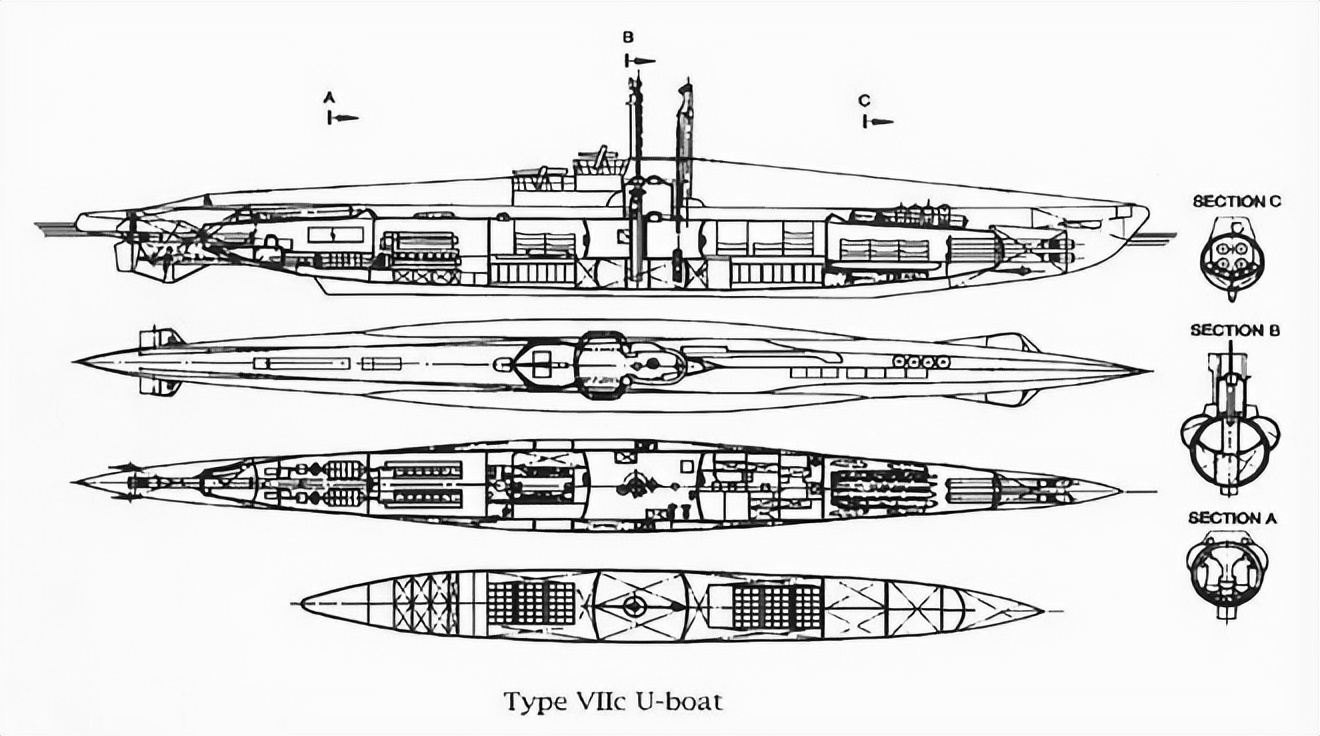
Sơ đồ các mặt cắt một tàu ngầm Type VIIC

Phân lớp VIIC của Tàu ngầm Type VII là một phiên bản VIIB được kéo dài thêm. Chúng có trọng lượng choán nước 769 t (757 tấn Anh) khi nổi và 871 t (857 tấn Anh) khi lặn). Con tàu có chiều dài chung 67,10 m (220 ft 2 in), lớp vỏ trong chịu áp lực dài 50,50 m (165 ft 8 in), mạn tàu rộng 6,20 m (20 ft 4 in), chiều cao 9,60 m (31 ft 6 in) và mớn nước 4,74 m (15 ft 7 in).
Chúng trang bị hai động cơ diesel Germaniawerft F46 siêu tăng áp 6-xy lanh 4 thì, tổng công suất 2.800–3.200 PS (2.100–2.400 kW; 2.800–3.200 bhp), dẫn động hai trục chân vịt đường kính 1,23 m (4,0 ft), cho phép đạt tốc độ tối đa 17,7 kn (32,8 km/h), và tầm hoạt động tối đa 8.500 nmi (15.700 km) khi đi tốc độ đường trường 10 kn (19 km/h). Khi đi ngầm dưới nước, chúng sử dụng hai động cơ/máy phát điện Garbe, Lahmeyer & Co. RP 137/c  tổng công suất 750 PS (550 kW; 740 shp). Tốc độ tối đa khi lặn là 7,6 kn (14,1 km/h), và tầm hoạt động 80 nmi (150 km) ở tốc độ 4 kn (7,4 km/h). Con tàu có khả năng lặn sâu đến 230 m (750 ft).
Vũ khí trang bị có năm ống phóng ngư lôi 53,3 cm (21 in), bao gồm bốn ống trước mũi và một ống phía đuôi, và mang theo tổng cộng 14 quả ngư lôi, hoặc tối đa 22 quả thủy lôi TMA, hoặc 33 quả TMB. Tàu ngầm Type VIIC bố trí một hải pháo 8,8 cm SK C/35 cùng một pháo phòng không 2 cm (0,79 in) trên boong tàu. Thủy thủ đoàn bao gồm 4 sĩ quan và 40-56 thủy thủ.

### Chế tạo
U-558 được đặt hàng vào ngày 25 tháng 9, 1939, và được đặt lườn tại xưởng tàu của hãng Blohm & Voss ở Hamburg vào ngày 6 tháng 1, 1940. Nó được hạ thủy vào ngày 23 tháng 12, 1940, và nhập biên chế cùng Hải quân Đức Quốc Xã vào ngày 20 tháng 2, 1941 dưới quyền chỉ huy của Hạm trưởng, Trung úy Hải quân Günther Krech.

## Lịch sử hoạt động

### 1941
Sau khi hoàn tất việc huấn luyện trong thành phần Chi hạm đội U-boat 1, U-558 tiếp tục phục vụ trong đội ngũ đơn vị này để hoạt động trên tuyến đầu cho đến khi bị mất.

#### Chuyến tuần tra thứ nhất
U-558 khởi hành từ cảng Kiel, Đức vào ngày 1 tháng 6, 1941 cho chuyến tuần tra đầu tiên trong chiến tranh. Nó tiến ra Bắc Hải, rồi băng qua khe GI-UK giữa quần đảo Faroe và Iceland để vòng qua quần đảo Anh và hoạt động tại các vùng biển Bắc Đại Tây Dương về phía Đông Nam Greenland và phía Đông Newfoundland, Canada. Nó không đánh chìm được mục tiêu nào, nên kết thúc chuyến tuần tra và đi đến cảng Brest bên bờ Đại Tây Dương của Pháp đã bị Đức chiếm đóng, đến nơi vào ngày 28 tháng 6.Brest trở thành căn cứ hoạt động chính của chiếc tàu ngầm cho đến khi nó bị mất.

#### Chuyến tuần tra thứ hai và thứ ba
Chuyến tuần tra ngắn tiếp theo của U-558 chỉ kéo dài từ ngày 28 tháng 7 đến ngày 7 tháng 8 và diễn ra tại vùng biển về phía Tây Nam Ireland.
Chiếc tàu ngầm lại xuất phát từ cảng Brest vào ngày 25 tháng 8 cho chuyến tuần tra thứ ba để lại hoạt động tại vùng biển về phía Tây Nam Ireland. Nó đã tấn công Đoàn tàu OS-4 vào ngày 28 tháng 8, và đã đánh chìm chiếc tàu buôn Anh Otaio 10.298 GRT ở vị trí khoảng 330 nmi (610 km) về phía Đông Bắc đá Fastnet. U-558 quay trở về căn cứ Brest vào ngày 16 tháng 9.

#### Chuyến tuần tra thứ tư
U-558 lại tiếp tục hoạt động tại vùng biển về phía Tây Ireland trong chuyến tuần tra thứ tư, diễn ra từ ngày 11 đến ngày 25 tháng 10. Trong khi đang truy tìm Đoàn tàu SC-48 vào ngày 15 tháng 10, nó bắt gặp chiếc tàu buôn Canada Vancouver Island 9.472 GRT di chuyển mà không được hộ tống, nên đã phóng ngư lôi đánh chìm mục tiêu. Đến ngày 16 tháng 10, chiếc tàu ngầm bị một thủy phi cơ PBY Catalina thuộc Liên đội 240 Không quân Hoàng gia Anh thả mìn sâu tấn công, làm hỏng con quay la bàn và ống phóng ngư lôi phía đuôi, tuy nhiên nó vẫn tiếp tục chuyến tuần tra. Sang ngày hôm sau 17 tháng 10, U-558 bắt gặp Đoàn tàu SC-48, và đã đánh chìm tàu chở dầu Anh W.C. Teagle 9.552 GRT cùng các tàu buôn Na Uy Erviken 6.595 GRT và Rym 1.369 GRT

#### Chuyến tuần tra thứ năm
Chuyến tuần tra tiếp theo của U-558 chỉ kéo dài từ ngày 24 tháng 11 đến ngày 7 tháng 12, khi chiếc tàu ngầm hướng xuống phía Nam do được điều sang hoạt động tại khu vực Địa Trung Hải. Đang khi tìm cách vượt qua eo biển Gibraltar được lực lượng Đồng Minh phòng thủ nghiêm ngặt vào ngày 2 tháng 12, nó bị máy bay tuần tra trang bị radar phát hiện. Hai tàu tuần tra đối phương xuất hiện và thả mìn sâu tấn công, khiến chiếc U-boat bị hư hại nặng và buộc phải quay trở về Brest để sửa chữa. 

### 1942

#### Chuyến tuần tra thứ sáu
U-558 xuất phát từ cảng Brest vào ngày 10 tháng 2, 1942 cho chuyến tuần tra thứ sáu, và đã băng qua suốt Đại Tây Dương để hoạt động tại vùng biển Canada trong khuôn khổ Chiến dịch Paukenschlag (tiếng Anh: Chiến dịch Drumbeat). Vào ngày 21 tháng 2, Đoàn tàu ON-97 bị phát hiện, nên U-558 cùng năm tàu U-boat khác đã được huy động để tấn công, và đến 04 giờ 28 phút ngày 24 tháng 2, U-558 đã phóng ngư lôi tấn công, đánh chìm tàu chở dầu Anh Inverarder 5.578 GRT, và tàu chở dầu Na Uy Eidanger 9.432 GRT lúc 06 giờ 51 phút. Cùng trong ngày hôm đó, U-558 cũng đã gây hư hại cho chiếc tàu chở dầu Anh Anadara 8.009 GRT lúc 09 giờ 50 phút ở vị trí về phía Đông Halifax, Nova Scotia; Anadara sau đó bị tàu ngầm U-587 phóng ngư lôi kết liễu. U-558 quay trở về căn cứ Brest vào ngày 11 tháng 3.

#### Chuyến tuần tra thứ bảy
Rời cảng Brest vào ngày 12 tháng 4 cho chuyến tuần tra thứ bảy, U-558 lại băng qua suốt Đại Tây Dương để tiếp tục tham gia Chiến dịch Paukenschlag, và đã hoạt động dọc theo bờ biển Đông Nam Hoa Kỳ. Vào ngày 12 tháng 5, nó đánh chìm chiếc tàu đánh cá vũ trang Anh HMT Bedfordshire 913 GRT đang hỗ trợ Hải quân Hoa Kỳ hoạt động tuần tra chống tàu ngầm ngoài khơi đảo Ocracoke, Bắc Carolina.
Chiếc U-boat sau đó di chuyển đến vùng biển Caribe, nơi nó đã lần lượt đánh chìm chiếc tàu buôn Hà Lan Fauna 1.254 GRT ở vị trí khoảng 25 nmi (46 km) về phía Tây Bắc đảo North Caicos vào ngày 18 tháng 5; và tàu buôn Canada Troisdoc 1.925 GRT ở vị trí khoảng 55 nmi (102 km) về phía Tây Jamaica vào ngày 21 tháng 5. Đến ngày 23 tháng 5, U-558 phóng ngư lôi tấn công chiếc William Boyce Thompson 7.061 GRT ở vị trí khoảng 120 nmi (220 km) về phía Nam Kingston, Jamaica, nhưng chiếc tàu chở dầu Hoa Kỳ chỉ bị hư hại và đi đến được vịnh Guantánamo, Cuba để sửa chữa.
Chỉ hai ngày sau đó, 25 tháng 5, U-558 phóng ngư lôi tấn công chiếc tàu buôn Hoa Kỳ Beatrice 3.451 GRT cùng tại vùng biển Caribe; quả ngư lôi trúng đích nhưng tịt ngòi. Chiếc U-boat trồi lên mặt nước và bắn phá mục tiêu bằng hải pháo, cho đến khi một thủy phi cơ PBY Catalina xuất hiện thả mìn sâu tấn công, buộc U-558 phải bỏ đi; Beatrice bốc cháy và đắm sau đó. Chiếc tàu ngầm sau đó tiếp tục đánh chìm tàu vận tải Lục quân USAT Jack 2.622 GRT ở vị trí khoảng 100 nmi (190 km) về phía Tây Nam Haiti vào ngày 27 tháng 5. Đến ngày 2 tháng 6, nó phóng ngư lôi đánh chìm chiếc tàu buôn Hà Lan Triton 2.078 GRT ở vị trí khoảng 470 nmi (870 km) về phía Đông Nam Bermuda. U-558 kết thúc chuyến tuần tra và quay trở về căn cứ Brest vào ngày 21 tháng 6.

#### Chuyến tuần tra thứ tám
U-558 lại khởi hành từ cảng Brest vào ngày 29 tháng 7 cho chuyến tuần tra thứ tám, và hướng xuống phía Tây Nam để tiếp tục hoạt hoạt động  tại vùng biển Caribe và dọc bờ biển Đông Bắc của lục địa Nam Mỹ. Vào ngày 25 tháng 8, nó phóng ngư lôi đánh chìm chiếc tàu buôn Anh Amakura 1.987 GRT, vốn bị tách rời khỏi Đoàn tàu WAT-15, ở vị trí khoảng 90 nmi (170 km) về phía Đông Nam Port Morant, Jamaica.
Chiếc tàu ngầm sau đó bắt gặp Đoàn tàu TAG-5 vào ngày 13 tháng 9, và đã phóng ngư lôi tấn công đánh chìm các tàu buôn Anh Empire Lugard 7.241 GRT, và tàu buôn Hà Lan Suriname 7.915 GRT. Cùng lúc đó U-558 cũng đã đánh trúng chiếc Vilja 6.672 GRT thuộc Đoàn tàu TAG-5, nhưng chiếc tàu chở dầu Na Uy đã không đắm và là một tổn thất toàn bộ. Cuối cùng vào ngày 16 tháng 9, chiếc U-boat đánh chìm chiếc tàu buôn Hoa Kỳ Commercial Trader 2.606 GRT ở vị trí khoảng 75 nmi (139 km) về phía Đông Trinidad. U-558 quay trở về căn cứ Brest vào ngày 16 tháng 10.

### 1943

#### Chuyến tuần tra thứ chín
U-558 chỉ thực hiện chuyến tuần tra tiếp theo vào đầu năm 1943, khi nó khởi hành từ Brest vào ngày 9 tháng 1 để hoạt động trong Đại Tây Dương ở lối ra vào eo biển Gibraltar. Nó đã hẹn gặp gỡ tàu ngầm U-109 để chuyển một sĩ quan sang bổ sung cho thủy thủ đoàn của U-109, sau khi Đại úy Heinrich Bleichrodt hạm trưởng U-109 gặp sang chấn tâm lý. Đến ngày 23 tháng 2, ở vị trí về phía Nam quần đảo Azores, nó phóng ngư lôi kết liễu chiếc Empire Norseman 9.811 GRT, vốn trong thành phần Đoàn tàu UC-1 nhưng đã bị bỏ lại sau khi lần lượt trúng ngư lôi từ các chiếc U-382 và U-202. Chiếc tàu chở dầu Anh cuối cùng bị đánh đắm tại tọa độ 31°18′B 27°20′T / 31,3°B 27,333°T. Không tìm thấy mục tiêu nào khác, U-558 quay trở về Brest vào ngày 29 tháng 3.

#### Chuyến tuần tra thứ mười – Bị mất
U-558 lại xuất phát từ Brest vào ngày 8 tháng 5 cho chuyến tuần tra thứ mười, cũng là chuyến cuối cùng, để lại hoạt động tại khu vực giữa Đại Tây Dương. Nó từng theo dõi một đoàn tàu vận tải đang hướng sang phía Đông, nhưng bị một tàu khu trục hộ tống cho đoàn tàu đánh đuổi.
Ngoài khơi Lisbon, Bồ Đào Nha vào ngày 14 tháng 7, nó bị một máy bay ném bom Vickers Wellington thuộc Liên đội 179 Không quân Hoàng gia Anh (RAF) thả mìn sâu tấn công; chiếc tàu ngầm đã không đánh trúng, và gây hư hại cho chiếc máy bay bằng hỏa lực phòng không. Ba ngày sau đó, ở vị trí ngoài khơi Porto, một máy bay ném bom B-24 Liberator thuộc Liên đội 224 RAF lại thả tổng cộng 24 quả bom chống ngầm 35-pound, và một lần nữa chiếc tàu ngầm thoát được bằng cách lặn khẩn cấp; chiếc B-24 bị hư hại bởi hỏa lực phòng không và bởi bom gặp trục trặc của chính nó.
Trong vịnh Biscay vào ngày 20 tháng 7, một chiếc B-24 Liberator thuộc Liên đội Chống ngầm 19 Không lực Lục quân Hoa Kỳ đã thả mìn sâu tấn công U-558. Chiếc tàu ngầm không bị hư hại, và hỏa lực phòng không đẵ bắn rơi chiếc Liberator. Trong ngày hôm đó, một chiếc Liberator khác cùng thuộc Liên đội Chống ngầm 19 tiếp tục thả bảy quả mìn sâu tấn công, khiến U-558 bị hư hại nặng và không thể lặn. Sau khi một động cơ bị hỏa lực phòng không bắn trúng, chiếc B-24 quay trở về căn cứ, và được thay phiên bởi một máy bay ném bom Handley Page Halifax thuộc Liên đội 58 RAF. Tám quả mìn sâu thả xuống cuối cùng đã đánh chìm U-558 về phía Tây Bắc Tây Ban Nha, tại tọa độ 45°10′B 09°42′T / 45,167°B 9,7°T. Hạm trưởng Krech bị thương nặng ở cột sống cùng bốn thủy thủ sống sót trên một bè cứu sinh, được tàu khu trục Canada HMCS Athabaskan cứu vớt vào ngày 24 tháng 7; nhưng 41 thành viên thủy thủ đoàn khác của U-558 đã tử trận.

### "Bầy sói" tham gia
U-558 từng tham gia bảy bầy sói:
- Bosemüller (28 tháng 8 – 2 tháng 9, 1941)
- Seewolf (2 – 12 tháng 9, 1941)
- Delphin (24 tháng 1 – 14 tháng 2, 1943)
- Rochen (16 – 28 tháng 2, 1943)
- Tümmler (1 – 22 tháng 3, 1943)
- Oder (17 – 19 tháng 5, 1943)
- Mosel (19 – 24 tháng 5, 1943)
- Trutz (1 – 16 tháng 6, 1943)
- Trutz 1 (16 – 29 tháng 6, 1943)

### Tóm tắt chiến công
U-558 đã đánh chìm được 17 tàu buôn cùng một tàu chiến phụ trợ với tổng tải trọng 94.099 GRT, gây tổn thất toàn bộ cho một tàu buôn tải trọng 6.672 GRT, đồng thời gây hư hại cho hai tàu buôn với tổng tải trọng 15.070 GRT:
| Ngày              | Tên tàu                | Quốc tịch              | Tải trọng | Số phận          |
| ----------------- | ---------------------- | ---------------------- | --------- | ---------------- |
| 28 tháng 8, 1941  | Otaio                  | United Kingdom         | 10.298    | Bị đánh chìm     |
| 15 tháng 10, 1941 | Vancouver Island       | Canada                 | 9.472     | Bị đánh chìm     |
| 17 tháng 10, 1941 | Erviken                | Norway                 | 6.595     | Bị đánh chìm     |
| 17 tháng 10, 1941 | Rym                    | Norway                 | 1.369     | Bị đánh chìm     |
| 17 tháng 10, 1941 | W.C. Teagle            | United Kingdom         | 9.552     | Bị đánh chìm     |
| 24 tháng 2, 1942  | Anadara                | United Kingdom         | 8.009     | Bị hư hại        |
| 24 tháng 2, 1942  | Eidanger               | Norway                 | 9.432     | Bị đánh chìm     |
| 24 tháng 2, 1942  | Inverarder             | United Kingdom         | 5.578     | Bị đánh chìm     |
| 12 tháng 5, 1942  | Bản mẫu:HMT            | Hải quân Hoàng gia Anh | 913       | Bị đánh chìm     |
| 18 tháng 5, 1942  | Fauna                  | Netherlands            | 1.254     | Bị đánh chìm     |
| 21 tháng 5, 1942  | Troisdoc               | Canada                 | 1.925     | Bị đánh chìm     |
| 23 tháng 5, 1942  | William Boyce Thompson | United States          | 7.061     | Bị hư hại        |
| 25 tháng 5, 1942  | Beatrice               | United States          | 3.451     | Bị đánh chìm     |
| 27 tháng 5, 1942  | USAT Jack              | Lục quân Hoa Kỳ        | 2.622     | Bị đánh chìm     |
| 2 tháng 6, 1942   | Triton                 | Netherlands            | 2.078     | Bị đánh chìm     |
| 25 tháng 8, 1942  | Amakura                | United Kingdom         | 1.987     | Bị đánh chìm     |
| 13 tháng 9, 1942  | Empire Lugard          | United Kingdom         | 7.241     | Bị đánh chìm     |
| 13 tháng 9, 1942  | Suriname               | Netherlands            | 7.915     | Bị đánh chìm     |
| 13 tháng 9, 1942  | Vilja                  | Norway                 | 6.672     | Tổn thất toàn bộ |
| 16 tháng 9, 1942  | Commercial Trader      | United States          | 2.606     | Bị đánh chìm     |
| 23 tháng 2, 1943  | Empire Norseman        | United Kingdom         | 9.811     | Bị đánh chìm     |